# Okina

Le mot hawaïen « ʻokina ».

Pour l’article homonyme, voir Okina (Alava).
 (juillet 2012).
Si vous disposez d'ouvrages ou d'articles de référence ou si vous connaissez des sites web de qualité traitant du thème abordé ici, merci de compléter l'article en donnant les références utiles à sa vérifiabilité et en les liant à la section « Notes et références ».

L'okina (en anglais le plus souvent ʻOkina) est une lettre latine qui porte divers noms et dont l'encodage et la présentation sont encore incertains, notamment pour Unicode. Le caractère « ʻokina » est utilisé pour marquer une consonne glottale occlusive, proche du coup de glotte (API : /ʔ/) caractéristique de nombreuses langues océaniennes et, plus généralement, austronésiennes.

## Représentation de la lettre dans quelques langues polynésiennes
La représentation de cette lettre est délicate car elle peut exister sous différentes formes suivant les sources, parfois à cause de difficultés typographiques et la méconnaissance mais surtout à cause de difficultés ou ambiguïtés de codage. En marquisien, par exemple, l'Académie marquisienne préconise de la représenter par un accent grave sur la voyelle qui suit.
Cela a un impact sur l’orthographe officielle des mots polynésiens, particulièrement dans les noms propres et toponymes, car ces langues sont minoritaires partout où elles sont parlées (souvent dans de nombreuses variétés locales), face aux conventions usuelles des langues européennes dominantes (le français et l’anglais), qui sont non seulement officielles mais aussi largement utilisées comme lingua franca.

### Letongien
La lettre est nommée localement fakauʻa (forme honorifique du mot fakamonga, « faiseur de toux »).
Tonga a cependant entériné le choix :
- du caractère Unicode U+02BB ʻ MODIFIER LETTER TURNED COMMA (lettre modificative virgule culbutée).

### L'hawaïen
Lettre nommée localement ʻokina (« séparateur », ce qui est la fonction phonétique du coup de glotte en notation API).
De façon transitionnelle, les textes sont encodés avec le même caractère qu'en tongien, mais ce n’est apparemment pas officialisé à Hawaï, et la question est encore très discutée.

### Letahitien
La lettre est nommée ʻeta et sa graphie est variable.
En 2008, il n'y a pas de consensus sur le caractère à utiliser pour le tahitien.
Certains[Qui ?] semblent recommander le même caractère que celui choisi pour le tonguien, et qui semble avoir aussi l’agrément de la communauté hawaïenne — à savoir, l’apostrophe culbutée.
Cependant, en raison de l’usage du français par les locuteurs des langues polynésiennes françaises dont le tahitien, de nombreuses références ont utilisé et utilisent encore l’apostrophe française, bien que celle-ci joue un rôle très différent en français (l’apostrophe française est une ponctuation marquant l’élision d’un mot, quand l’ʻeta polynésien est une lettre de l’alphabet, notant un phonème et faisant pleinement partie des mots). Ainsi l'INSEE en France, dans ses bases de données administratives nationales pour la Polynésie française, utilise l'apostrophe :
- soit le caractère Unicode ' « apostrophe » (l’apostrophe droite du jeu ASCII) ;
- soit le caractère Unicode ’ « guillemet-apostrophe » (l’apostrophe typographique, souvent en forme de chiffre 9) ; caractère généralement très bien pris en charge mais dont l'apparence (droite ou courbée, lisse ou d’épaisseur variable, avec ou sans tête en boule, ou en forme de coin) et même parfois la direction (verticale ou oblique) varient d'un style de police à l’autre, ce qui ne facilite pas la distinction et peut perturber le fonctionnement de la conversion automatique des apostrophes simples en apostrophes typographiques (notamment dans des documents multilingues où les termes polynésiens apparaissent conjointement avec le français, l'anglais ou le javanais latinisé).

Ces points de code ont le défaut d’être traités informatiquement comme des ponctuations (conformément à l’écriture du français) plutôt que comme des lettres (conformément à l’écriture des langues polynésiennes), ce qui a certaines conséquences. L'ordre des alphabets polynésiens diffère d'une langue à l’autre : en Polynésie française, Wallis-et-Futuna et en Nouvelle-Calédonie, où coexistent la plupart des communautés polynésiennes, la lettre (quel que soit le nom qui lui est donné dans chaque langue polynésienne) est codée en tant qu'apostrophe est ignorée du tri primaire, comme si c'était une apostrophe en français, et n'est traitée que pour les éventuelles différences du tri tertiaire portant sur les diacritiques (le tri secondaire porte sur la différence minuscule/majuscule, mais cela ne devrait en principe pas affecter l’ʻokina ou ʻeta tahitien qui doit être distingué au niveau primaire des autres lettres et apostrophes d'élision). Dans les autres langues polynésiennes de pays où l'anglais est lingua franca, la lettre est classée à la fin de l’alphabet, après z. Pour coder un ʻeta en forme d’apostrophe, on préfère donc le caractère Unicode ʼ « lettre modificative apostrophe », de forme identique à l’apostrophe de ponctuation, mais considéré cette fois comme une lettre (unicamérale) distinctive et non ignorable lors du tri.
Le choix de l’apostrophe dans l’administration existe depuis longtemps pour des raisons pratiques (usage fait sur des systèmes en français et non en tahitien et non accepté par le gouvernement de Polynésie française, les administrations locales affichant volontairement et distinctivement la lettre ʻeta chaque fois que possible pour marquer le caractère spécifique et indigène des langues polynésiennes). Son utilisation par l'INSEE ou l'IGN dans leurs bases de données nominatives ou toponymiques ne constitue ni une recommandation, ni une obligation pour l'orthographe ou la typographie tahitienne telles que retenues par les institutions culturelles polynésiennes souhaitant conserver l'identité de leurs langues locales.
En toponymie géographique, l'IGN a préféré le choix (transitionnel) de l’apostrophe culbutée, mais les cartographies imprimées par l'IGN pour la vente locale en Polynésie affichent distinctivement le caractère ʻeta chaque fois que possible, comme nombre de guides touristiques et panneaux indicateurs.
L'identité de la lettre ʻeta est très différente de celle de l'apostrophe française (laquelle n'est utilisée que comme solution palliative pour représenter l’ʻokina ou l’ʻeta dans dans les bases de données nominatives ou toponymiques officielles ou sur les documents d'identité des personnes).
De plus, la forme traditionnelle de la lettre tahitienne ʻeta semble différer de celle de l’apostrophe culbutée choisie pour le tongien ; la lettre tahitienne apparait souvent tournée de 90°, en une forme intermédiaire entre l’apostrophe culbutée et l’apostrophe française. Le choix de ce glyphe particulier pourrait correspondre à la volonté locale de contenter les partisans des deux formes qui peuvent l'interpréter comme une variante glyphique consensuelle de l’une ou l’autre. Or, aucune source n'admet une telle alternative pour traiter de façon non ambiguë les deux lettres modificatives candidates (apostrophe ou apostrophe culbutée). Cette forme alternative n'a pas de codage propre dans Unicode.[réf. nécessaire]
Aussi, il n'est pas certain qu'on puisse identifier l’ʻeta du tahitien (ou les formes équivalentes des langues polynésiennes françaises) de la même façon dans toutes les langues austronésiennes, ce qui justifierait un codage séparé (alors que le wallisien et le tongien ont de fortes similitudes et des racines morphologiques et phonétiques communes et sont presque la même langue mais ont un alphabet différent). Par ailleurs, les diacritiques utilisés en Polynésie française diffèrent de ceux des communautés polynésiennes anglophones (notamment pour l'hawaïen dont la phonologie n'est pas pleinement soutenue par l'orthographe officielle locale). Cela constituerait alors deux systèmes d’écriture distincts (francophone et anglophone simplifié) et donc deux orthographes séparées pour les mêmes racines orales.

### Lemarquisien
L'Académie marquisienne préconise un simple accent grave sur la voyelle même (à, è, ì, ò, ù).
Pourtant le nom officiel en marquisien de l'Académie marquisienne utilise une lettre okina en forme de virgule culbutée (ʻ : U+02BB), telle qu'apparue au Journal officiel de la République française pour sa création.
Le même choix a été officialisé pour la dénomination en tahitien de l'Académie tahitienne. Le gouvernement de la Polynésie française continue à soutenir une représentation maintenant l'identité de la lette okina (ou ʻeta) en tant que consonne de base pour le marquisien et pour les autres langues austronésiennes (avec le soutien également du gouvernement de Nouvelle-Calédonie), y compris le wallisien, le futunien et le javanais (bien que le javanais parlé en Indonésie ne l'utilise pas), et non pas un signe diacritique (qui ne s'appliquerait que sur une autre lettre pour un phonème vocalique clairement distinct), ni un signe de ponctuation destinée à marquer l'élision (fréquente dans les orthographes francophones ou anglophones).

### Le samoan
Le samoan emploie l'okina sous le nom de virgule renversée (koma liliu). Il est expressément recommandé depuis 2012 bien que son usage initial remonte au XIXe siècle. Il est souvent remplacé par une apostrophe dans les textes publiés et n'a pas été systématiquement employé entre 1962 et 2012.

### Lewallisien
La lettre nommée localement fakamoga (« faiseur de toux »).
L'utilisation et le codage sont les mêmes qu'en tahitien.

### Lemaori de Nouvelle-Zélande
En Nouvelle-Zélande, la glottale occlusive n'est prononcée que dans les variantes dialectales de Wanganui et du Taranaki bien qu'avec la standardisation du māori de Nouvelle-Zélande, sa notation tend à disparaître au profit du « h ».

### Lemāori des îles Cook
Appelé « 'amata » (« hamsah ») ou « 'akairo 'amata » (« marque du hamsah »), il est rarement noté, bien que la glottale occlusive soit phonologiquement pertinente. Voir Phonologie du māori (îles Cook).

## Autres approximations
On trouve diverses autres approximations palliatives (non recommandées) dans toutes les langues polynésiennes :
- le caractère Unicode U+2018 ‘ TURNED APOSTROPHE-QUOTE (guillemet-apostrophe simple de gauche, souvent en forme de chiffre 6 ou de coin oblique montant vers la droite, obtenu par rotation à 180° du signe typographique utilisé pour l'apostrophe et le guillemet courbé simple de droite) ; ce caractère est généralement très bien pris en charge, mais son apparence (droite ou courbée, lisse ou d'épaisseur variable, avec ou sans tête en boule, ou en forme de coin) et même l'orientation varient d'un style de police à l’autre, ce qui ne facilite pas la distinction, et cela peut perturber la conversion automatique des apostrophes simples en apostrophes typographiques lors de la saisie.
- le caractère Unicode U+0060 ` GRAVE ACCENT (accent grave avec chasse) ; cet usage est incorrect mais encore assez courant puisqu'il est compatible avec le codage ASCII (code 96 en décimal).
- le caractère Unicode U+00B4 ´ ACUTE ACCENT (accent aigu avec chasse) ; cet usage est incorrect mais encore assez courant puisqu'il est compatible avec le codage ISO/CEI 8859-1 ou Windows 1252 (code 180 en décimal).

Certains auteurs font une approximation par transcription phonétique, ce qui n’est pas forcément correct pour l’API dont les symboles suivants proviennent initialement :
- le caractère Unicode U+0294 ʔ LATIN LETTER GLOTTAL STOP (lettre latine coup de glotte) ; cet usage est incorrect et son apparence (en forme de point d’interrogation sans point) est trop éloignée de la lettre polynésienne originale, et la lettre réservée normalement à l’API se confond trop facilement avec un point d’interrogation.
- le caractère Unicode U+02C0 ˀ MODIFIER LETTER GLOTTAL STOP (lettre modificative coup de glotte) ; cet usage est très proche de ce qui serait souhaité pour le tahitien et les autres langues austronésiennes, mais sa prise en charge est encore limitée et ce caractère est plutôt réservé à l'API ou la transcription phonétique de langues et dialectes sans orthographe.